# Чень Лі (тенісистка)
Чень Лі (нар. 13 березня 1971) — колишня китайська тенісистка.
Найвищу одиночну позицію світового рейтингу — 112 місце досягла 21 жовтня 1996, парну — 135 місце — 13 лютого 1995 року.
Здобула 2 одиночні та 1 парний титул.

## Фінали Туру WTA

### Одиночний розряд:1 поразка
| Результат | Дата | Турнір                      | Рівень                    | Покриття | Суперниця  | Рахунок  |
| --------- | ---- | --------------------------- | ------------------------- | -------- | ---------- | -------- |
| Поразка   | 1996 | China Open (теніс), Beijing | Турніри 4-ї категорії WTA | Тверде   | Ван Си-тін | 3–6, 4–6 |

### Парний розряд:1 перемога
| Результат | Дата | Турнір            | Рівень  | Покриття | Партнерка | Суперниці                 | Рахунок  |
| --------- | ---- | ----------------- | ------- | -------- | --------- | ------------------------- | -------- |
| Перемога  | 1994 | КНР Open, Beijing | Tier IV | Тверде   | Лі Фан    | Керрі-Енн Г'юз Валда Лейк | 6–0, 6–2 |

## Фінали ITF
| Турніри $25,000 |
| Турніри $10,000 |

### Одиночний розряд (6–7)
| Результат | Ранг | Дата            | Турнір                | Покриття | Суперниця          | Рахунок       |
| Поразка   | 1.   | 31 жовтня 1988  | Саґа, Японія          | Трава    | Кідовакі Мая       | 4–6, 6–3, 3–6 |
| Поразка   | 2.   | 7 травня 1990   | Маніла, Філіппіни     | Тверде   | Тан Мінь           | 6–7, 0–6      |
| Перемога  | 3.   | 30 вересня 1991 | Sekisho, Японія       | Тверде   | Пак Сон Хі         | 6–2, 6–4      |
| Поразка   | 4.   | 7 жовтня 1991   | Мацуяма, Японія       | Тверде   | Лі Фан             | 4–6, 3–6      |
| Поразка   | 5.   | 10 лютого 1992  | Бангкок, Таїланд      | Тверде   | Ї Цзін-Цянь        | 7–6, 3–6, 0–6 |
| Поразка   | 6.   | 17 лютого 1992  | Бандунґ, Індонезія    | Тверде   | Іраваті Іскандар   | 7–5, 4–6, 3–6 |
| Поразка   | 7.   | 24 лютого 1992  | Соло, Індонезія       | Тверде   | Ї Цзін-Цянь        | 3–6, 4–6      |
| Перемога  | 8.   | 21 червня 1993  | Тяньцзінь, КНР        | Тверде   | Ї Цзін-Цянь        | 7–5, 2–6, 7–5 |
| Перемога  | 9.   | 12 грудня 1994  | Маніла, Філіппіни     | Тверде   | Choi Ju-yeon       | 6–1, 6–4      |
| Перемога  | 10.  | 31 липня 1995   | Остін, США            | Тверде   | Ї Цзін-Цянь        | 6–1, 2–6, 6–4 |
| Перемога  | 11.  | 2 вересня 1996  | Пекін, КНР            | Тверде   | Чень Цзінцзін      | 7–6, 4–6, 6–1 |
| Перемога  | 12.  | 9 березня 1997  | Бленім, Нова Зеландія | Тверде   | Бенджамас Сангарам | 6–2, 6–2      |
| Поразка   | 13.  | 23 квітня 2000  | Далянь, КНР           | Тверде   | Лі На              | 4–6, 4–6      |

### Парний розряд (7–2)
| Результат | Ранг | Дата           | Турнір              | Покриття | Партнерка     | Суперниці                         | Рахунок        |
| Перемога  | 1.   | 7 травня 1990  | Маніла, Філіппіни   | Тверде   | Лі Фан        | Лінь Нін Тан Мінь                 | 6–3, 6–0       |
| Перемога  | 2.   | 17 лютого 1992 | Бандунґ, Індонезія  | Тверде   | Ї Цзін-Цянь   | Мамі Доносіро Ай Суґіяма          | 4–6, 6–3, 6–4  |
| Перемога  | 3.   | 24 лютого 1992 | Соло, Індонезія     | Тверде   | Ї Цзін-Цянь   | Мімма Черновіта Наталія Соетрісно | 6–2, 6–2       |
| Перемога  | 4.   | 6 липня 1992   | Ерланген, Німеччина | Ґрунт    | Йокоборі Мікі | Кароліна Шнайдер Енджи Каннінгем  | 6–4, 6–2       |
| Перемога  | 5.   | 14 червня 1993 | Пекін, КНР          | Тверде   | Ї Цзін-Цянь   | Kim Yeon-sook Kim Ih-sook         | 6–4, 6–1       |
| Поразка   | 6.   | 21 червня 1993 | Тяньцзінь, КНР      | Тверде   | Ї Цзін-Цянь   | Kim Hye-jeong Seo Hye-jin         | 2–6, 2–6       |
| Перемога  | 7.   | 19 грудня 1994 | Маніла, Філіппіни   | Тверде   | Ї Цзін-Цянь   | Ісіда Кейко Park In-sook          | 6–2, 7–5       |
| Перемога  | 8.   | 4 вересня 1995 | Тяньцзінь, КНР      | Тверде   | Li Fang       | Кірстін Фрає Тесса Прайс          | 6–2, 6–3       |
| Поразка   | 9.   | 2 вересня 1996 | Пекін, КНР          | Тверде   | Ї Цзін-Цянь   | Чень Цзінцзін Лі Лі               | 6–2, 5–7, ret. |